# Psyllomyia myrmecophila
Psyllomyia myrmecophila är en tvåvingeart som beskrevs av Schmitz 1951. Psyllomyia myrmecophila ingår i släktet Psyllomyia och familjen puckelflugor. Inga underarter finns listade i Catalogue of Life.